# Joël Regnault
Joël Regnault, né le 5 novembre 1949 à Plaisir, est un homme politique français.

## Biographie
Agriculteur de profession, il est élu maire de Plaisir en 2001 et suppléant de David Douillet lors des élections législatives partielles de 2009 dans le département des Yvelines (12e circonscription).
Sa carrière politique débute en 1983, en tant que conseiller municipal d'opposition de la ville de Plaisir. Il est élu conseiller régional en 1992 et conseiller général des Yvelines dans le canton de Plaisir en 1998. En 2001, il est élu maire de Plaisir. Il est réélu maire en 2008 dès le premier tour avec 53,87 %. 
En 2004, il perd le canton de Plaisir, au profit du socialiste, Jean-Michel Gourdon, conseiller municipal des Clayes-sous-Bois. En 2009, il est suppléant de David Douillet, qui est élu député.
À partir du 30 juillet 2011, à la suite de l'entrée de David Douillet au gouvernement le mois précédent, il siège comme député à l'Assemblée nationale, jusqu'au retour de ce dernier à l'Assemblée nationale à la suite des élections législatives françaises de 2012. Joël Regnault redevient alors son suppléant.
Après presque 12 ans au service de la ville de Plaisir, Joêl Regnault fait le choix le 15 novembre 2012 de céder sa place de Maire à son adjointe à la culture, Joséphine Kollmannsberger pour raisons personnelles.

## Détail des mandats
- 1983 - 2001 : conseiller municipal d'opposition de Plaisir
- 1992 - 1998 : conseiller régional d'Île-de-France
- 1998 - 2004 : conseiller général des Yvelines, élu dans le canton de Plaisir
- 2001 - 2012 : maire de Plaisir
- 2011 - 2012 : député de la 12e circonscription des Yvelines
- 2012 - 2014 : conseiller municipal de Plaisir
- Président du Syndicat intercommunal de Plaisir-Thiverval-Grignon
- Vice-président du Syndicat intercommunal pour la destruction des ordures ménagères et la production d'énergie.